# Scarpata dei Pionieri
La  Scarpata dei Pionieri (in lingua inglese: Pioneers Escarpment) è una scarpata rocciosa rivolta a nord e per lo più sempre coperta di neve, interrotta solo da alcuni picchi e speroni rocciosi, situata tra il Ghiacciaio Slessor a nord e il Nevaio Shotton a sud, nella Catena di Shackleton, nella Terra di Coats in Antartide. 
Fu fotografato dagli aerei della U.S. Navy nel 1967 e ispezionata successivamente nel 1968-71 dalla British Antarctic Survey. Ricevette questa denominazione dal Comitato britannico per i toponimi antartici perché gli elementi morfologici della scarpata sono stati intitolati ad alcuni pionieri le cui invenzioni hanno contribuito a permettere la sopravvivenza e a migliorare le condizioni di viaggio nelle regioni polari.